# Лариса Рикелме
Лариса Рикелме (Larissa Riquelme, родена в Парагвай през 1985 г.) е модел и актриса в градския театър в парагвайската столица Асунсион.
Към 2010 г. тя е най-високо платеният модел в Парагвай.
Лариса Рикелме става популярна извън страната си по време на Световното първенство по футбол през 2010 година в Южно Африканската Република, където се изявява, като ревностна фенка на националния отбор по футбол на Парагвай.
Лариса също така се прочува с обещанието си да се снима в гола фотосесия, ако Гуараните спечелят трофея от първенството. Те отпадат на 1/4 финал от Испания, но тя все пак заснема фотосесията, като заявява:
| „ | Това е моят подарък за парагвайските футболисти, които дадоха всичко от себе си на терена. Те са истински герои | “ |